# Đảng Dân chủ (Campuchia)
Đảng Dân chủ (Krom Prachéathipatei) là một đảng phái chính trị cánh tả, ủng hộ độc lập ở Campuchia được Hoàng thân Sisowath Yuthevong, nguyên thành viên Phòng Lao động Quốc tế Pháp thành lập vào năm 1946. Khẩu hiệu là "Hòa bình, Độc lập, Kỷ luật và lòng dũng cảm" và biểu tượng bầu cử là một đầu voi và ba hoa sen.

## Lịch sử

### Thời kỳ thuộc địa
Trong cuộc bầu cử đầu tiên vào Hội đồng Lập hiến Campuchia thời thuộc địa được tổ chức vào tháng 9 năm 1946, Đảng Dân chủ giành được 50 trên 67 ghế và trong nhiều năm liền họ vẫn còn là đảng phổ biến nhất tại Campuchia, bất chấp cái chết sớm của Yuthevong vào năm 1947. Đảng Dân chủ trái ngược với đối thủ của họ là Đảng Tự do (Kanak Sereipheap) của Hoàng thân Norodom Norindeth và Đảng Dân chủ tiến bộ của Hoàng thân Norodom Montana đã ủng hộ độc lập ngay lập tức dựa trên mô hình của nền dân chủ Pháp; họ cũng duy trì tổ chức kháng chiến yêu nước Khmer Issarak do Thái Lan hậu thuẫn nhằm chống đối người Pháp.
Đảng Dân chủ bị cuốn theo cuộc bầu cử Quốc hội năm 1947, với sự hỗ trợ bởi một đội ngũ nhiệt tình của các nhà hoạt động (bao gồm cả Saloth Sar trẻ tuổi, sau này được gọi là Pol Pot và Ieng Sary). Một số nhân vật nổi bật khác có liên quan với Đảng Dân chủ trong thời gian này là In Tam thuộc phái ôn hòa và and Hu Nim thuộc phe cánh tả, sau này trở thành một cán bộ Khmer Đỏ.
Sự ly khai của Yem Sambaur và các đại biểu khác sang Đảng Tự do vào năm 1948, tiếp theo là vụ ám sát lãnh đạo Đảng Dân chủ Ieu Koeus vào năm 1950 do một thành viên của đoàn tùy tùng Norindeth thực hiện, dẫn đến một thời kỳ phân liệt và chia rẽ trong Đảng. Tuy nhiên, bất chấp uy thế tạm thời của Đảng Tự do, Đảng Dân chủ vẫn tiếp tục lôi kéo nhiều thành viên của giới trí thức thượng lưu Khmer trong khoảng thời gian dẫn đến sự độc lập ngay lập tức của Campuchia vào năm 1953, và giữ lại hỗ trợ cụ thể giữa các công chức và các tầng lớp có học ở đô thị. Sơn Ngọc Thành, cựu Thủ tướng Chính phủ bù nhìn dưới thời kỳ Nhật Bản chiếm đóng Campuchia cũng tham gia Đảng Dân chủ từ năm 1951 và 1952, khi ông để lại cho các khu rừng ở miền bắc Campuchia để bắt đầu phong trào độc lập theo hướng tả của mình. 

### Sau độc lập
Suốt năm 1954, Đảng bắt đầu chuyển sang hướng tả, chịu sự ảnh hưởng của các nhà chính trị cấp tiến được giáo dục ở Paris dưới sự lãnh đạo của Keng Vannsak; Hoàng thân Norodom Phurissara trở thành Tổng thư ký Đảng Dân chủ. Ở giai đoạn này, lập trường của Đảng chủ yếu nhấn mạnh tầm quan trọng của Hội nghị Genève năm 1954 về đảm bảo độc lập và sự rắc rối của việc chấp nhận viện trợ từ Mỹ như là một kết quả (một vị trí tương tự như đối thủ Đảng Pracheachon xã hội chủ nghĩa). Đảng Dân chủ đã tham gia vào cuộc bầu cử năm 1955, tuy nhiên, sau khi vua Norodom Sihanouk thoái vị và thiết lập phong trào chính trị chống cộng sản của ông mang tên Sangkum, để tham gia trong cuộc bầu cử, một số đảng viên Dân chủ nổi bật (chẳng hạn như Penn Nouth) rời khỏi đảng và tham gia vào phe Sihanouk. Keng Vannsak bị đặc vụ chính phủ xử bắn (tức là Sangkum) tại một cuộc mít tinh vào đêm trước cuộc thăm dò và bị bỏ tù trong thời gian bỏ phiếu, trong khi của văn phòng đảng tại Battambang thì bị lục soát. Đảng Dân chủ cuối cùng đã đạt được 12% phiếu bầu, trong khi Sangkum giành được 82% và tất cả các ghế.
Tháng 8 năm 1957, Đảng Dân chủ bị giải thể. Theo ghi chú do Hoàng thân Sisowath Monireth để lại, điều này xảy ra sau khi các nhà lãnh đạo còn lại được mời tới dự "hội nghị thân thiện" với Sihanouk và đã bị cảnh sát của Lon Nol đánh đập vào ngày khởi hành.

### Tái lập
Sau khi Lon Nol lật đổ Sihanouk trong cuộc đảo chính Campuchia năm 1970, dẫn đến sự thành lập nước Cộng hòa Khmer, Đảng Dân chủ được tái lập bởi In Tam, một trong những nhà lãnh đạo cuộc đảo chính. Tuy nhiên, sự thao túng của Lon Nol và người em trai Lon Non trong cuộc bầu cử Quốc hội năm 1972 không có nghĩa là Đảng Dân chủ từ chối tham gia. In Tam về sau đã thoái lui chính giới, vị trí lãnh đạo Đảng do Chau Sau kế nhiệm; trong thời gian này nó cũng đã thực hiện lời đề nghị từ nhà chính trị lưu vong Son Sann. Tuy vậy, Đảng Dân chủ đã không đạt được quyền lực chính trị hơn nữa trước khi nước Cộng hòa Khmer sụp đổ vào năm 1975, dẫn đến sự thành lập Campuchia Dân chủ của Khmer Đỏ.
In Tam sau thời kỳ này lại hợp tác một lần nữa với phe bảo hoàng theo Sihanouk, đã tái lập Đảng Dân chủ theo sau thỏa thuận hòa bình tại Campuchia. Đảng tham gia tranh cử nhưng thất bại trong việc giành ghế vào Quốc hội trong cuộc bầu cử năm 1993.